# Млинівська ГЕС
Млинівська гідроелектростанція — гідроелектростанція в с-щі Млинів Дубенського району Рівненської області України, над річкою Іква. Належить приватному підприємству «Агропром–енерго».

## Історія
Спорудження гідроелектростанції було почате польською владою перед Другою світовою війною, проте була споруджена лише частина дамби, через початок війни будівництво припинили. ГЕС завершена та введена в експлуатацію в травні 1953 року. Оскільки до її будівництва активно долучалися навколишні колективні господарства, вона називалася міжколгоспною. Для безперебійної роботи електростанції була зведена гребля завдовжки 225 метрів і створено водосховище площею понад 440 гектарів.

## Опис
Потужність ГЕС становить 362 кВт, об'єм заміщеного органічного палива — 0,73 тис. тонн. Діаметр робочого колеса — 1,6 метра. Необхідний перепад висоти для ефективної роботи — 4 м. ГЕС обладнана турбіною «Фойт», виробленою в 1951 році в Австрії, швидкість руху валу турбіни — 173 оберти на хвилину. Для уникнення потрапляння риби в турбіну встановлено спеціальні захисні решітки. У літню пору, коли падає рівень води в річці Ікві, електростанція може працювати лише на 20 відсотків від своєї потужності.
Для роботи за зеленим тарифом і подачі струму в єдину енергосистему України на ГЕС запроваджено автоматичний облік та контроль. Всього станом на 2018 рік на підприємстві працює 20 осіб, з них 5 постійно чергує на станції (у 2004 році — 30 осіб на підприємстві та 12 на станції). Гідроелектростанція є важливим стратегічним об'єктом, оскільки очищує річку від сміття та підстраховує Рівненську АЕС у забезпеченні водою для охолодження реакторів.

### Потужність та дохід
Виробництво електроенергії становить 2 млн кВт·год на рік. У 2002 році було згенеровано найбільше електроенергії — 2 млн 700 кВт·год. За перші три місяці 2004 року ГЕС виробила 490 тис. кВт·год. У березні 2004 року згенеровано електроенергії на 34 тисячі гривень, з яких 9 тисяч гривень були сплачені за транспортування та 7 тисяч гривень перераховані за втрати.
Млинівська ГЕС працює за «зеленим тарифом». Станція повністю безпечна для довкілля.